# Hannes Sachs
Hannes Sachs (* 13. November 1922) ist ein ehemaliger deutscher Fußballspieler.

## Werdegang
Sachs begann seine Karriere bei der SpVgg Preußen Hameln und wechselte später zum VfB 03 Bielefeld. Mit den „Hüpkern“ schaffte er im Jahre 1950 den Aufstieg in die II. Division West, wo er in der Saison 1950/51 in 29 Spielen für den VfB zwei Tore erzielte. Im Sommer 1951 wechselte Sachs zum 1. SC Göttingen 05 in die Oberliga Nord. Mit den Göttingern erreichte er Platz sechs und erzielte in 25 Oberligaspielen zwei Tore. Anschließend kehrte Sachs zum VfB 03 Bielefeld zurück.
Der VfB 03 war gerade in die Landesliga Westfalen abgestiegen und sicherte sich 1953 die Westfalenmeisterschaft. Bei der anschließenden Deutschen Amateurmeisterschaft erreichte der VfB das Halbfinale, wo die „Hüpker“ mit 2:4 am Homberger SV scheiterten. Zwei Jahre später wurden die Bielefelder westfälischer Vizemeister hinter Eintracht Gelsenkirchen. Da der Mittelrheinmeister SV Bergisch Gladbach 09 auf den Aufstieg verzichtete, stieg der VfB 03 in die II. Division West auf.
Als Tabellenletzter stiegen die Bielefelder gleich wieder ab. Sachs kam in der Saison 1955/56 noch 14 Mal zum Einsatz, davon zweimal als Torwart. Später beendete er beim VfB 03 seine Karriere.